# Jennifer Paige
Jennifer Paige (Marietta, Georgia, 3 september 1973) is een Amerikaanse singer-songwriter die eind jaren 90 bekendheid verwierf met haar hit Crush (1998).

## Biografie
Paige, geboren als Jennifer Scoggins, kwam ter wereld in de omgeving van Atlanta in de Amerikaanse staat Georgia. Op de leeftijd van vijf begon ze met zingen in lokaal gelegen koffiehuizen en verenigingen met haar broer Chance Scoggins. Ze vervolgde dit door naar de Pebblebrook High School te gaan om drama, dans en stembegeleiding te krijgen.
Op haar zeventiende begon ze rond te toeren met een top 40-coverband genaamd Vivid Image. In augustus trad ze op voor 50.000 mensen in Atlanta voor de Olympische spelen in 1996. In datzelfde jaar kwam ze in contact met platenproducers als Adam Goldmark en Jonathan First en slaagde ze erin een platencontract te bemachtigen.
In augustus 1998 werd haar debuutalbum Jennifer Paige uitgebracht. Het bevatte gitaar-gestuwde gematigde tempo-singles als Questions, Between You and Me, Get to Me, and Just to Have You. Ze werd door critici geprezen om haar robuuste stemgeluid. Van het album kwam de single Crush, dat een wereldhit werd. Het nummer behaalde de nummer 1-positie in Australië, Canada, Nieuw-Zeeland, Spanje en Rusland. In Nederland behaalde het nummer de 6de positie in zowel de Single Top 100 als de Nederlandse Top 40. Haar debuut-cd behaalde in de Nederlandse Album Top 100 de 73ste plaats. Op Best kept secret (2008) werkte ze samen met zanger Nick Carter en danceproducer Torsten Stenzel.

## Discografie

### Albums
- Jennifer Paige (1998)
- Positively somewhere (2001)
- Flowers - The hits collection (2003, verzamelalbum)
- Best kept secret (2008)
- Holiday (2012, kerstalbum)
- Starflower (2017)

| Album met eventuele hitnotering(en) in de Nederlandse Album Top 100 | Datum van verschijnen | Datum van binnenkomst | Hoogste positie | Aantal weken | Opmerkingen |
| ------------------------------------------------------------------- | --------------------- | --------------------- | --------------- | ------------ | ----------- |
| Jennifer Paige                                                      | 11-08-1998            | 21-11-1998            | 73              | 4            |             |

### Singles
| Single met eventuele hitnotering(en) in de Nederlandse Top 40 | Datum van verschijnen | Datum van binnenkomst | Hoogste positie | Aantal weken | Opmerkingen                 |
| ------------------------------------------------------------- | --------------------- | --------------------- | --------------- | ------------ | --------------------------- |
| Crush                                                         | 28-08-1998            | 03-10-1998            | 6               | 13           | Nr. 6 in de Single Top 100  |
| Stranded                                                      | 2002                  | -                     |                 |              | Nr. 83 in de Single Top 100 |
| Underestimated                                                | 2009                  | -                     |                 |              | Nr. 26 in de Single Top 100 |

| Single met hitnotering(en) in de Vlaamse Ultratop 50 | Datum van verschijnen | Datum van binnenkomst | Hoogste positie | Aantal weken | Opmerkingen |
| ---------------------------------------------------- | --------------------- | --------------------- | --------------- | ------------ | ----------- |
| Crush                                                | 28-08-1998            | 24-10-1998            | 17              | 12           |             |

### NPO Radio 2 Top 2000
Van Jennifer Paige stond alleen Crush in 2001 in de NPO Radio 2 Top 2000, op plek 1972.
- Biblioteca Nacional de España: XX5254518
- Bibliothèque nationale de France: cb14025675w (data)
- Gemeinsame Normdatei: 135093597
- International Standard Name Identifier: 0000 0000 5516 6738
- Library of Congress Control Number: n2002075330
- MusicBrainz: cb710d10-1b85-498e-814c-59c8c5939730
- Nationale Bibliotheek van Tsjechië: xx0030094
- Nationale Bibliotheek van Israël: 987007396872705171
- Nationale Bibliotheek van Polen: a0000003235962
- Virtual International Authority File: 24800779
- WorldCat: E39PBJcRdrRMVQ4rqTHk9rFMyd